# Terellia virpana
Terellia virpana
 es una especie de insecto del género Terellia de la familia Tephritidae del orden Diptera. 
Dirlbek la describió científicamente por primera vez en el año 1980.